# Coelotes insulanus
Coelotes insulanus là một loài nhện trong họ Amaurobiidae.
Loài này thuộc chi Coelotes. Coelotes insulanus được miêu tả năm 2000 bởi Shimojana.